# Стреков
Стреков (слч. Strekov, мађ. Kürt) насељено је мјесто са административним статусом сеоске општине (слч. obec) у округу Нове Замки, у Њитранском крају, Словачка Република.

## Становништво
| Година:    | 1994. | 2004.   | 2014.    | 2024.   |
| ---------- | ----- | ------- | -------- | ------- |
| Број људи: | 2327  | 2216    | 1989     | 1872    |
| Разлика:   |       | -4,77 % | -10,24 % | -5,88 % |

| Година:    | 2023. | 2024.   |
| ---------- | ----- | ------- |
| Број људи: | 1891  | 1872    |
| Разлика:   |       | -1,00 % |

Према подацима о броју становника из 2011. године насеље је имало 2.071 становника.